# Kongeriget Lombardiet-Venetien
Kongeriget Lombardiet-Venetien (italiensk: Regno Lombardo-Veneto, tysk: Lombardo-Venezianisches Königreich)  blev oprettet i 1815 og nedlagt i 1866. Kejseren af Østrig var også konge af Lombardiet-Venetien. 
Italien erobrede Lombardiet med Milano i 1859. I 1866 erobrede Italien også Venetien med Venezia. Venetien blev derefter italieniseret. Stednavne og efternavne blev erstattet med italienske navne, mens de lokale romanske dialekter blev skudt til side til fordel for italiensk.    

## Konger af Lombardiet-Venetien
- Franz I (1815-1835) (fra 1804 kejser af Østrig, indtil 1806 tysk-romersk kejser)
- Ferdinand I., 1835-1848 (afsat),  død 1875
- Franz Joseph I (1848-1866)

## Vicekonger af Lombardiet-Venetien
- Feltmarskal, prins Prinz Heinrich XV. Reuß zu Plauen (1814–1815)
- Feltmarskal, greve Graf Friedrich Heinrich von Bellegarde (1815–1816)
- Ærkehertug Anton Viktor af Østrig (1816–1818)
- Ærkehertug Rainer af Østrig (1818–1848)

## Generalguvernører af Lombardiet-Venetien
- Feltmarskal, greve Josef Wenzel Radetzky von Radetz (1848–1857)
- Ærkehertug Maximilian af Østrig (1857–1859), (kejser af Mexico 1864–1867).